# Dia (supermercados)
Dia (acrónimo de Distribuidora Internacional de Alimentación, S. A.) es una compañía española perteneciente al sector de la distribución alimentaria, productos de hogar y cuidado personal que opera en España y Argentina.
Fundada en 1979, abrió su primera tienda en Madrid bajo la fórmula comercial de tienda de descuento. Este modelo de negocio está basado en una política de reducción de precios mediante la disminución de costes, simplificando el establecimiento y su gestión. La compañía lleva un estricto control de costes gracias a una eficiente cadena logística. Su política de comunicación comercial se basa en las campañas en los medios de comunicación, así como folletos periódicos en los que se destacan los productos en oferta. Posee un sistema de franquicias que permite a particulares operar una tienda Dia tras realizar una determinada inversión.
A cierre de 2024, tenía 3.343 tiendas (de las cuales 2.306 eran franquicias). Su número de empleados era de 16.896. Cotiza en la Bolsa de Madrid.

## Historia
La cadena Dia fue creada en España en 1979 con la apertura de su primera tienda en Madrid en la calle Valderrodrigo 10, en la urbanización madrileña de Saconia. Rápidamente emprendió un ambicioso plan de expansión internacional, que le llevó a estar presente en Argentina, Brasil, Grecia y Turquía con la enseña Dia, en Portugal con la enseña Minipreço y en Francia con la enseña Ed además de Dia (la marca Ed fue finalmente sustituida por Dia). En 2003, desembarcó en China, donde el número de aperturas en un año alcanzó las 300 tiendas.
En 2007, Carrefour, entonces matriz de Dia, compró la red de los supermercados Plus en España para integrarlos en la cadena Dia por 200 millones de euros.
En 2010, vendió el negocio en Grecia. y en 2011, Carrefour (propietario de Dia desde el año 2000) decidió que escindiría el 100 % de Dia y sacaría la empresa a bolsa. La operación se realizó entregando a los actuales accionistas de Carrefour un número de acciones de Dia proporcional a los que poseían en la empresa matriz.
La salida a bolsa se hizo efectiva el 5 de julio de 2011 y el 2 de enero de 2012 pasó a formar parte del índice IBEX 35. Saldría de este índice el 24 de diciembre de 2018.
En 2013, vendió el negocio en Turquía por 31 millones de euros.
En 2013, Dia dejó de ser parte de la patronal ACES, donde se encuentran Carrefour Market y Supercor, para pasar a ser parte de la patronal ASEDAS, donde se encuentra Mercadona.
En 2013, completó la adquisición del 100 % de la cadena alemana Schlecker en España y Portugal, especialista en descuento en el sector del hogar, belleza y salud, por 70,5 millones de euros. La cadena tendrá la cesión de la marca Schlecker durante dos años y después debería proceder a una nueva denominación. A finales de ese mismo año, Dia presentó la enseña Clarel, especializada en la venta de productos para el cuidado personal, belleza y hogar.
En 2014, vendió el negocio en Francia a Carrefour por 644,7 millones de euros. En España, compró la red de supermercados El Árbol por un euro. A cambio, Dia se hizo cargo de la deuda de El Árbol.
A partir de septiembre 2015, adquirió 144 tiendas a Eroski ubicadas en Castilla y León, Madrid, Andalucía, Extremadura, Ceuta, Melilla y Canarias por 135 millones de euros, fortaleciendo su posición en el mercado español. Las enseñas de la cooperativa afectadas por el acuerdo fueron Eroski Center, Eroski City y Caprabo. Dicho acuerdo es ampliable hasta 160 tiendas. Las tiendas adquiridas fueron transformadas bajo la enseña La Plaza de Dia, creada para tal fin.
Igualmente, en enero de 2016 se anunció que se eliminaría la marca El Árbol ese mismo año. Parte de las tiendas pasarían a explotarse bajo la marca Dia Market, mientras que el resto se convertirían en La Plaza de Dia.
En noviembre de 2016, desembarcó en Paraguay abriendo inicialmente 22 tiendas, en modalidad de franquicia con un socio local, con metas a expandirse a 90 tiendas en los siguientes años.
En agosto de 2018, abandonó de forma definitiva China tras consumar la venta del 100 % de su negocio a Nankín Suning.Com Supermarket, perteneciente al grupo chino Suning.
El 12 de diciembre de 2018, anunció que estaba preparando una ampliación de capital por 600 millones de euros —más del doble de su capitalización bursátil— para «fortalecer la estructura de capital del grupo». La empresa conseguiría así nuevos fondos con los que hacer frente a la gran crisis financiera y de resultados que atraviesa, que le había hecho perder cerca del 90 % de su valor en Bolsa durante el año. En paralelo, estaba ultimando una renegociación de su deuda con varios bancos.
En abril de 2019, Grupo PRV, propietaria de la cadena de supermercados de proximidad Citymarket, comunicó la compra del 100 % del paquete accionario de Distribuidora Paraguaya de Alimentos S. A., empresa operadora de 26 supermercados de proximidad en Paraguay bajo la marca Dia.

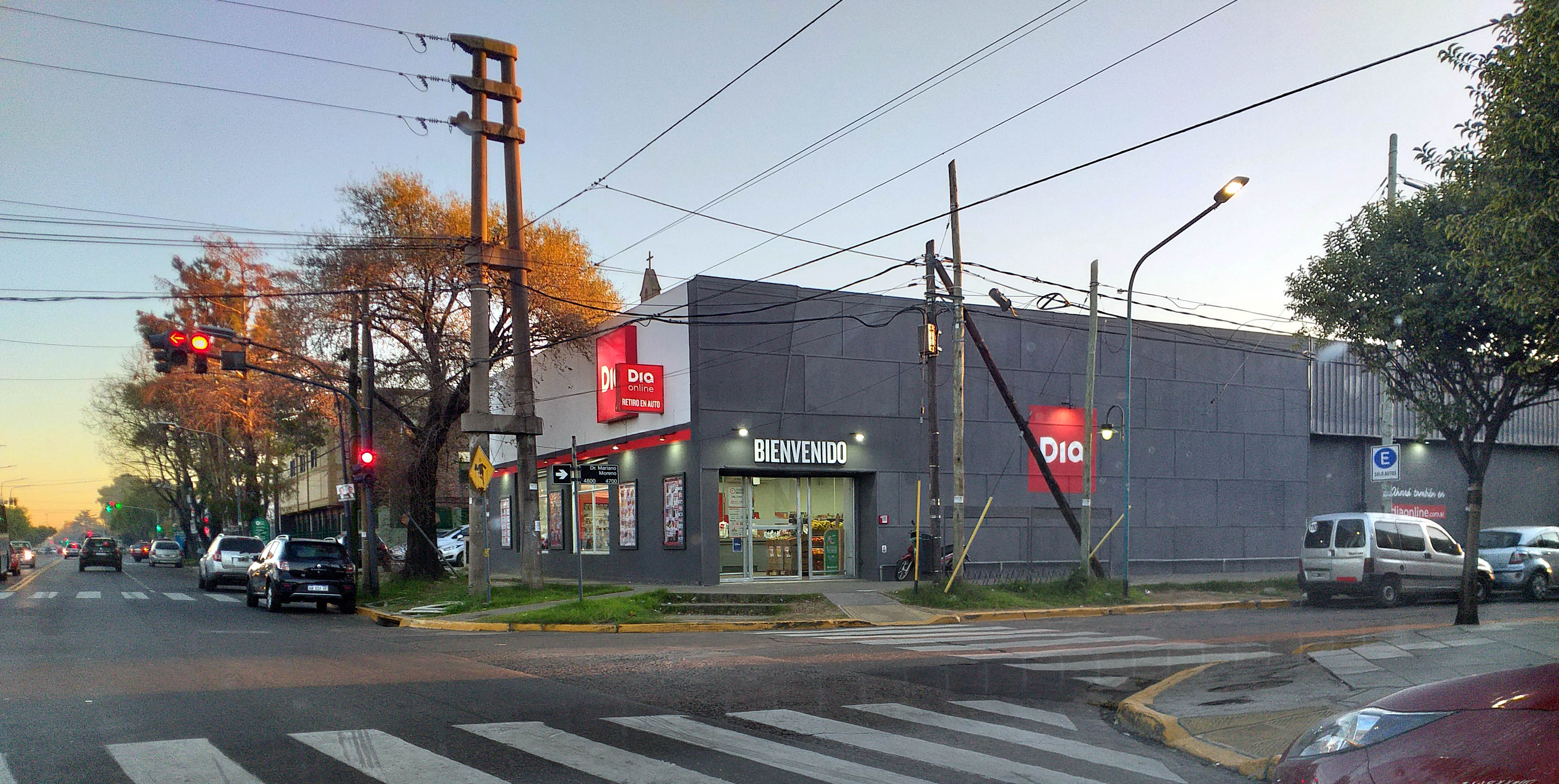
Supermercado Dia en Munro, Argentina.

El 17 de mayo de 2019, LetterOne, sociedad controlada por el oligarca ucraniano, con nacionalidad rusa e israelí Mijaíl Fridman, se convirtió en el propietario del 69,76 % tras la oferta pública de adquisición (OPA) de la cadena de supermercados Dia. Hasta entonces, LetterOne contaba con el 29 % del capital social de la cadena de supermercados. A partir de ese momento, la compañía estableció una hoja de ruta para llevar a cabo un  profundo proceso de transformación que asentara las bases del crecimiento a futuro basado en: la excelencia operativa, unas nuevas propuestas de valor y oferta comercial, y una estructura de capital sólida para afrontar el reto.
En agosto de 2021, concluyó una ampliación de capital por un total de 1028 millones de euros y LetterOne pasó a tener el 77,7 % del capital de Dia.
En marzo de 2022, se anunció que Mijaíl Fridman abandonó el consejo de administración de LetterOne, el fondo de inversión que controlaba el 77,7% del capital de Dia, tras aparecer en la lista de oligarcas a los que se aplican las sanciones impuestas por Bruselas como respuesta a la invasión de Ucrania por parte de Rusia.
En agosto de 2022, se anunció un acuerdo con Alcampo para la venta de 235 supermercados de tamaño medio en ocho comunidades autónomas por un precio máximo de 267 millones de euros. La operación incluía también el traspaso de dos naves logísticas en Villanubla (Valladolid). Dia argumentó que los supermercados vendidos a Alcampo, con una superficie individual de unos 760 metros cuadrados, no encajaban con su estrategia centrada en establecimientos de proximidad y tiendas de barrio. Esto incluía tiendas con la marca La Plaza de Dia, Dia Maxi o Dia.
En diciembre de 2022, anunció que había alcanzado un acuerdo con el fondo de inversión español C2 Private Capital para la venta de Beauty by DIA, S. A. U. (Clarel) por 60 millones de euros. El acuerdo contemplaba el traspaso de 1.015 tiendas en España, además de tres centros de distribución y otros activos.
En marzo de 2023, la Comisión Nacional de los Mercados y la Competencia (CNMC) autorizó la venta de 224 establecimientos a Alcampo, 11 menos de los previstos inicialmente para evitar el monopolio en ciertas zonas. Se preveía que dicha transacción finalizara en julio de 2023.
En agosto de 2023, decidió cancelar la operación de venta de Clarel al fondo C2 Private Capital ya que “había vencido el plazo para que se cumplieran las condiciones suspensivas para dicha venta” y, por tanto, el contrato había quedado automáticamente resuelto.
Ese mismo mes, anunció la venta de su filial portuguesa con 489 tiendas al minorista francés Auchan por 155 millones de euros.
En diciembre de 2023, anunció el cierre de un acuerdo con el grupo empresarial colombiano Grupo Trinity para la venta de Clarel por 42,4 millones de euros. Esperaba completar la operación a lo largo del primer semestre de 2024. El 1 de abril de 2024, se cerró dicha venta, en la que se incluían, entre otros activos, aproximadamente 1000 tiendas Clarel distribuidas por todo el país y tres centros de distribución.
El 30 de abril de 2024, completó la venta de su negocio en Portugal a Auchan por 155 millones. El acuerdo abarcó una red de 489 tiendas propias y franquiciadas, que operaban bajo las enseñas Minipreço y Mais Perto, además de tres plataformas logísticas.
El 31 de mayo de 2024, se anunció la venta de su filial en Brasil a MAM AssetManagement por un precio simbólico de 100 euros. De esta manera, la cadena de supermercados se centrará en sus mercados más rentables y con mayor potencial de crecimiento, España y Argentina. La operación se completó el 25 de junio de ese mismo año.

## Política comercial
La proximidad y la cercanía son la base del modelo de negocio de la compañía en los cuatro países en los que opera. Sus múltiples puntos de venta física permiten atender las demandas de sus clientes. Dia ofrece, igualmente, a todos sus clientes, el servicio de compra online a través de su propia página web o de acuerdos puntuales con terceros en donde la compañía cuenta con un market place. Además, Dia se ha asociado con empresas de reparto a domicilio exprés, lo que permite hacer llegar la compra a los hogares de los clientes en menos de una hora. 
Su red de franquiciados, que representa el 43 % del total de la red de tiendas (en 2019 era el 44 %), convierte a Dia en la primera empresa franquiciadora en España por facturación y número de tiendas, y la sexta empresa franquiciadora en Europa del sector de la alimentación (Fuente Franchise Direct).
La oferta comercial de la compañía trata de compaginar una marca propia atractiva y de calidad, que cuenta con más de 30 años de historia, con un adecuado y equilibrado surtido de calidad de productos de marcas internacionales. La oferta de frescos resulta crucial en el modelo de negocio de Dia, es especial la de frutas y verduras.

## Tipos de establecimiento

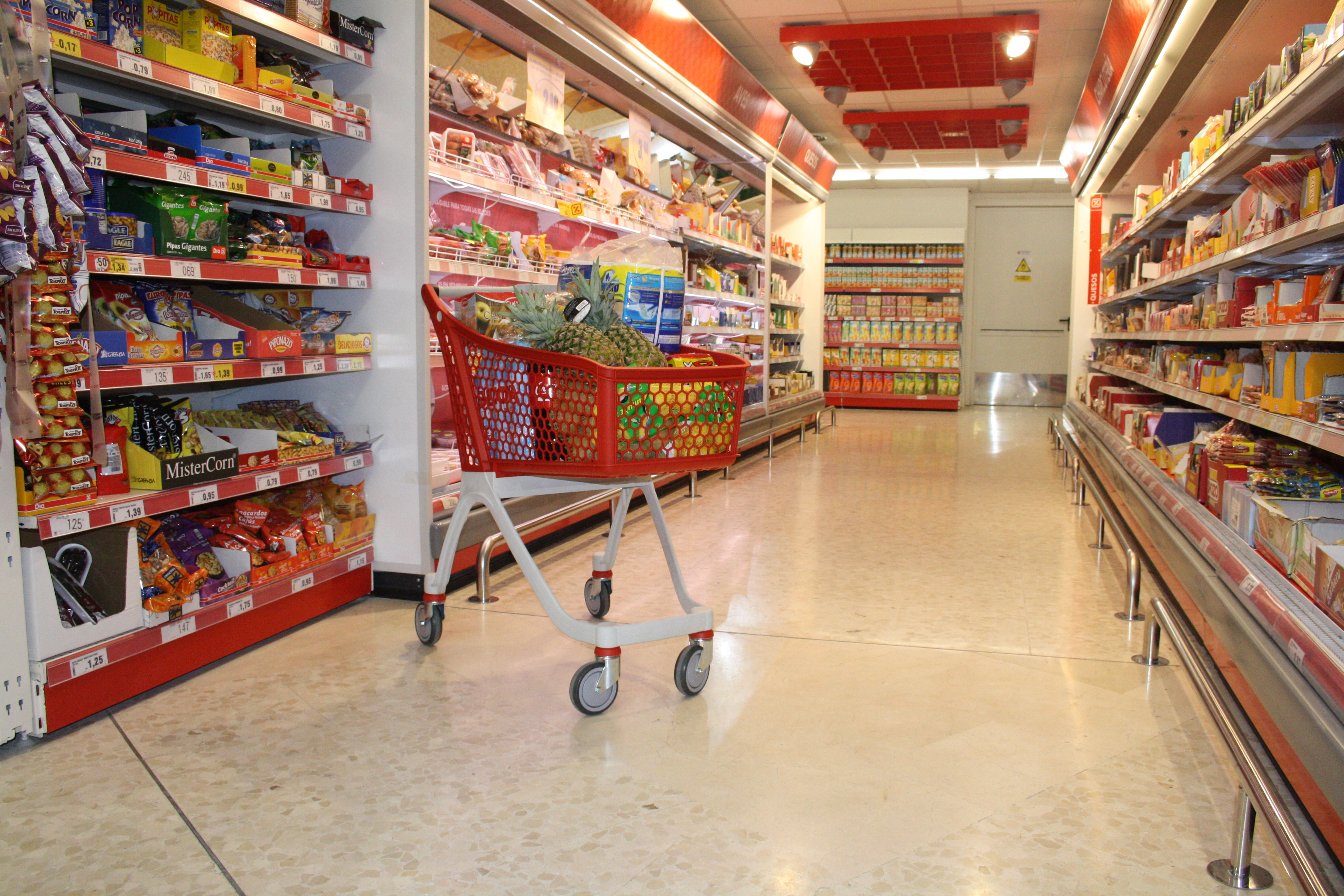
Interior de un supermercado Dia.

Durante su etapa de expansión la compañía apostó por distintas enseñas y formatos para dar respuesta a las necesidades de sus clientes en los diversos mercados en los que estaba presente.
En 2022, comunicó su decisión de apostar por un único formato como modelo de tienda de proximidad. Así, preveía para junio o julio de 2023 completar la reforma de sus tiendas a su nuevo concepto.
Anteriormente a la unificación de enseñas, las principales con las que operaba la empresa eran las siguientes:
- Dia Market: modelo de proximidad. Las tiendas Dia Market tenían una superficie de entre 400 y 700 metros cuadrados con una gran capacidad de adaptación a las necesidades de la demanda local. Era especialmente destacable la apuesta por el perecedero.[42]
- Dia Maxi / Maxi Dia: la tienda más grande de Dia con una superficie que podía alcanzar los 1000 metros cuadrados y que además ofreceían la posibilidad de estacionamiento para los clientes. Por sus dimensiones se solían situar en los alrededores de los centros urbanos.[42]
- Dia & Go: modelo de tiendas de conveniencia, con un horario más amplio.[43]
- La Plaza de Dia: representaba el concepto de supermercado tradicional, familiar y de proximidad en el que el cliente podía completar las necesidades de su compra diaria con una amplia variedad de surtido, con especial relevancia de los productos frescos.[42] La mayor parte de estas tiendas fueron vendidas a Alcampo.[32][44]

También tuvo otras enseñas como Dia Fresh, Fresh by Dia, Max Descuento, Cada Día, o Shop Dia.
Adicionalmente, la empresa utilizaba las enseñas Minipreço y Mais Perto en Portugal. La primera era la enseña con la que operaba en Portugal, existiendo tiendas de proximidad en centros urbanos y tiendas más grandes en los extrarradios de las ciudades; mientras que la segunda era el concepto de tienda más rural, el equivalente a las tiendas Cada Día en España, estando los establecimientos localizados en núcleos pequeños y todas las tiendas gestionadas por franquiciados de la zona. En 2024, se vendió el negocio en Portugal a Auchan. También se ha utilizado la marca Citydia para aquellas tiendas franquicia en China y para determinados acuerdos de cesión de marca a terceros en otros mercados.

## Negocio en España
La historia de Dia comienza en España en 1979 con la apertura de su primera tienda en Madrid en la calle Valderrodrigo 10, en la urbanización madrileña de Saconia. A 31 de diciembre de 2024, contaba con 2.302 tiendas en España (de las cuales 1512 eran franquicias) y 13.433 empleados.
Tanto en las tiendas propias como en las tiendas franquiciadas se ofrecen servicios de pescadería, carnicería y charcutería al corte. Contra la creencia mayoritaria, no tiene un sistema uniforme de precios, excepto para las ofertas de los folletos, de obligado cumplimiento para toda la red. Iguales diferencias pueden encontrarse entre establecimientos en una capital en las afueras de una gran ciudad o en poblaciones más pequeñas. No obstante, puede constatarse que sí se mueven en una horquilla de precios.

## Negocio en Argentina
Dia llega a la Argentina en el año 1996 y al año siguiente inaugura su primera tienda ubicada en el barrio de Villa Devoto. En 1999 abre las puertas de su primer centro de distribución en la localidad de Vicente López y hoy en día cuenta con un segundo Centro en la zona de Burzaco,  uno en la localidad de Hurlingham y otro en las afueras de Paraná. Desde su llegada al país, el proceso expansivo fue creciendo año a año. En la actualidad, está presente en la ciudad de Buenos Aires y 6 provincias, Buenos Aires, Santa Fe, Córdoba, Salta, Corrientes, Entre Ríos y Jujuy.
A 31 de diciembre de 2024, contaba con 1.041 tiendas en Argentina (de las cuales 794 eran franquicias) y 3.463 empleados. A mediados de 2018, la marca lanzó a nivel nacional su web en Argentina, tanto de alimentos como tecnología, nombrándola Dia Online.

## Accionistas
En agosto de 2021, el principal accionista de Dia era el conglomerado de empresas de inversión LetterOne, con un 77,7 % del capital social.

## Controversias y causas judiciales
En enero de 2016, entre 60 y 80 franquiciados de distintos puntos de España, tras quedarse en la ruina, iniciaron una ofensiva judicial contra Dia acusando a la empresa de «estafa, falsedad documental, apropiación indebida, delito informático, coacciones, amenazas y maltrato psicológico».
Franquiciados y exfranquiciados en España y la Argentina denunciaron que la empresa los estafó mediante el sistema de inventariado y que no los compensa por lo vendido con descuento, lo que los llevó a endeudarse más y más con la empresa para sostener el negocio, hasta quedar en bancarrota. También se denuncian el incumplimiento de promesas de la empresa sobre el porcentaje de ganancia, etc., y prácticas abusivas.
Los denunciantes sostienen que la empresa usa el sistema de franquicias para librarse de sus responsabilidades legales hacia los franquiciados y, especialmente, los otros trabajadores. 
En la Argentina, la titular de una franquicia consiguió que el supermercado reconociera que la había empleado en forma encubierta y la indemnizara.
A fecha de hoy, tanto la Comisión Nacional de la Competencia como la Audiencia Nacional han rechazado la apertura de procedimientos en este sentido.[cita requerida]